# Samaire Armstrong
Samaire Rhys Armstrong (ur. 31 października 1980) – amerykańska aktorka znana z roli Anny Stern w serialu Życie na fali.

## Życie prywatne
Samaire Armstrong urodziła się w Tokio w Japonii. Jej rodzice są Amerykanami. Jej pierwsze imię jest imieniem celtyckim, wymawiamy je [samΙ:rα], w języku gaelickim oznacza "wschodzące słońce". Mieszkała w Japonii przez kilka lat, przed przeprowadzką na Hawaje i później do Sedona w stanie Arizona, gdzie dorastała. Samaire Armstrong uczęszczała na Uniwersytet Arizony, którego nie skończyła. Później przeniosła się do Los Angeles. Miała romans z aktorem Aaronem Paulem, aktualnie spotyka się z Kevinem Banekiem. 16 grudnia 2012 r, urodziła swoje pierwsze dziecko: syna Culina.

### Kariera
Jej pierwszą ważną rolą w filmie była połączona głowami bliźniaczka (siostry Fratelli) w parodii To nie jest kolejna komedia dla kretynów. Miała też rolę w Freaks and Geeks i pojawiła się gościnnie w serialach: Potyczki Amy, Ich pięcioro, CSI: Kryminalne zagadki Las Vegas, Numb3rs i Z archiwum X. Armstrong grała także w Życiu na fali. Początkowo miała wystąpić tylko w jednym epizodzie (The Debut), jednak na prośbę fanów przywrócono ją na następne odcinki pierwszego sezonu. Ponadto wystąpiła w 22. i 23. odcinku 3. sezonu. Aktorka pojawiła się w HBO w serialu Entourage. Zagrała w filmach: Stay Alive, Just My Luck i Rise. Projektuje ubrania dla własnej marki o nazwie NARU. Wystąpiła też w teledyskach Penny and Me zespołu Hanson i Bad Day Daniela Powtera.

## Filmografia

### Filmy
- To nie jest kolejna komedia dla kretynów (2001) – Kara Fratelli
- Czy mogłbym cię okłamać? (2002) – Sophie
- Piętno wilkołaka (2003) − Josie
- Stay Alive (2006) – Abigail
- Całe szczęście (2006) – Maggie
- Męsko-damska rzecz (2006) – Nell Bedworth
- Zemsta po śmierci (2007) – Jenny
- Around June (2008) – June
- The Last Harbor (2010) – Roxanne Hall

### Seriale
- Ich pięcioro (2000) – Meredith
  - Taboo or Not Taboo
- Freaks and Geeks (2000) – Laurie
  - Discos and Dragons
  - Smooching and Mooching
- That's Life (2000) – Brittany
  - When Good Ideas Go Bad
- Ostry dyżur (2001) – Tasha
  - Sailing Away
- Potyczki Amy (2001) – Angie Becker
  - Look Closer
- Z Archiwum X (2001) – Natalie Gordon
  - Lord of the Flies
- Trash (2003) – Gypsy
- 111 Gramercy Park (2003) – Carly Wilson
- DarkWolf (2003) – Josie
- On-Air with Ryan Seacrest (2004)
  - Episode dated 1 March 2004
- Nowojorscy gliniarze (2004) – Christine
  - You're Buggin' Me
- Living with Fran – Laurie
  - Plastered
- Entourage (2004-05) – Emily
  - The Review
  - Talk Show
  - Date Night
  - The Script and the Sherpa
  - Busey and the Beach
  - New York
  - Neighbors
  - Chinatown
- Wzór (2005) – Skyler Wyatt
  - Obsession
- Życie na fali – Anna Stern
  - Sezon 1 (2003-'04):
    - The Debut
    - The Heights
    - The Perfect Couple
    - The Homecoming
    - The Secret
    - The Best Chrismukkah Ever
    - The Countdown
    - The Third Wheel
    - The Links
    - The Rivals
    - The Truth
    - The Heartbreak
    - The Telenovela
    - The Goodbye Girl

  - Sezon 3 (2006):
    - The College Try
    - The Party Favor
- Seks, kasa i kłopoty – Juliet Darling
  - Sezon 1 (2007)
    - Pilot
    - The Lions
    - The Italian Banker
    - The Chiavennasca
    - The Bridge
    - The Game
    - The Wedding
    - The Nutcracker